# Quart de pouce

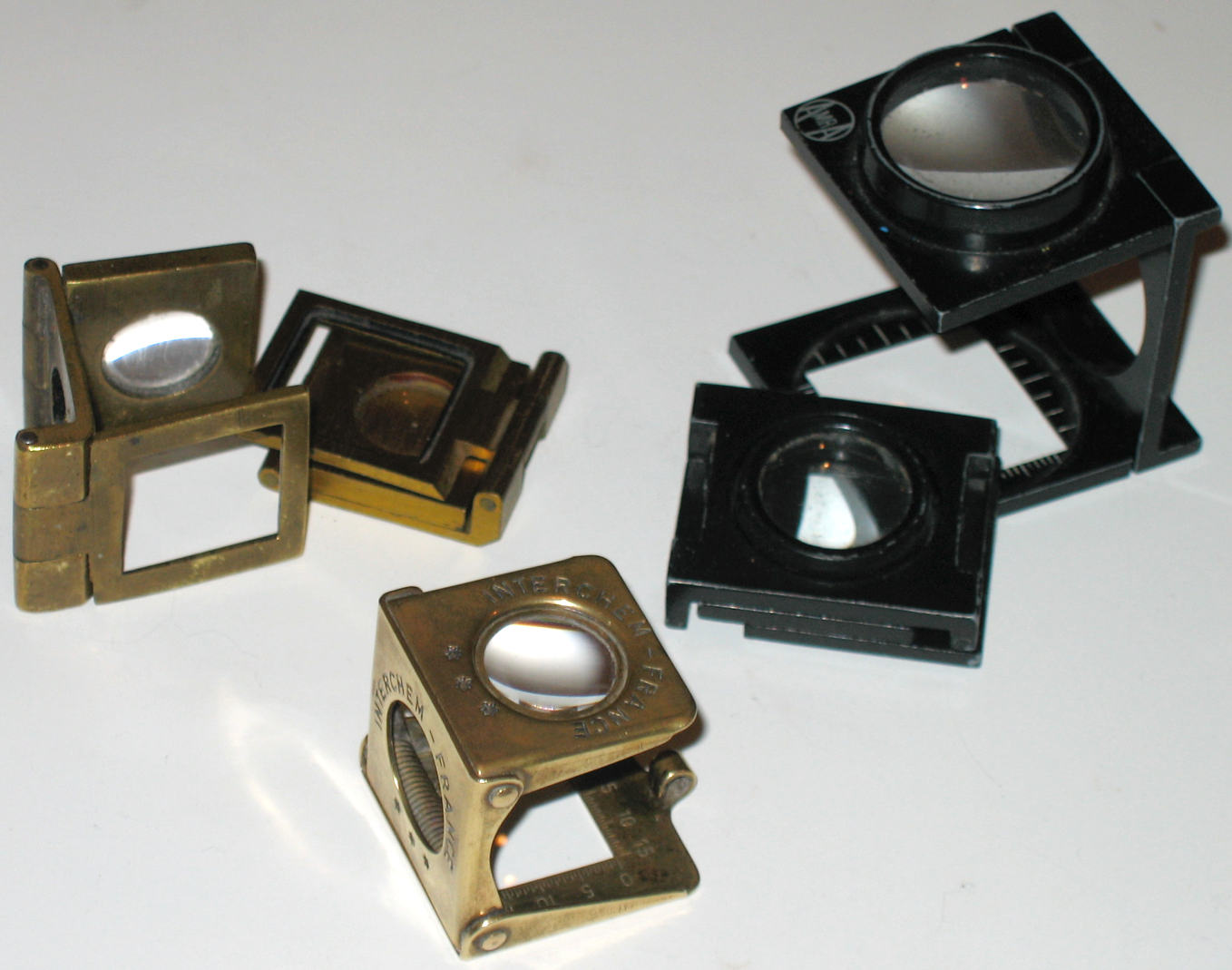
Quart-de-pouce.

Le quart-de-pouce est une petite loupe pliante dont se sert le canut. L'imprimeur, lui, la nomme compte-fils. 
Le canut l’utilise régulièrement  pour connaître le « compte », c’est-à-dire le nombre de « coups de trame » par centimètre. Il vérifie aussi la qualité du tissage. 
L'unité de mesure actuellement la plus usitée est le centimètre mais le « quart-de-pouce lyonnais »  (pouce de 2,707 cm), utilisé dans le monde lyonnais de la soierie est encore en usage chez les amoureux des traditions.